# Трав'янка чорна
Трав'я́нка чорна (Saxicola caprata) — вид горобцеподібних птахів родини мухоловкових (Muscicapidae). Мешкає в Азії і Океанії.

## Опис
Довжина птаха становить 13-14,5 см. Самці мають повністю чорне забарвлення, за винятком білих плям на надхвісті, нижній частині живота, гузці і крилах. Самиці мають переважно коричнювато-сіре або тьмяно-коричнювате забарвлення, хвіст у них повністю темний, а надхвістя має рудуватий відтінок. Райдужки темно-карі, дзьоб і лапи чорні. Забарвлення молодих птахів подібне до забарвлення самиць, однак нижня частина тіла у них легко поцяткована лускоподібним візерунком.

## Таксономія

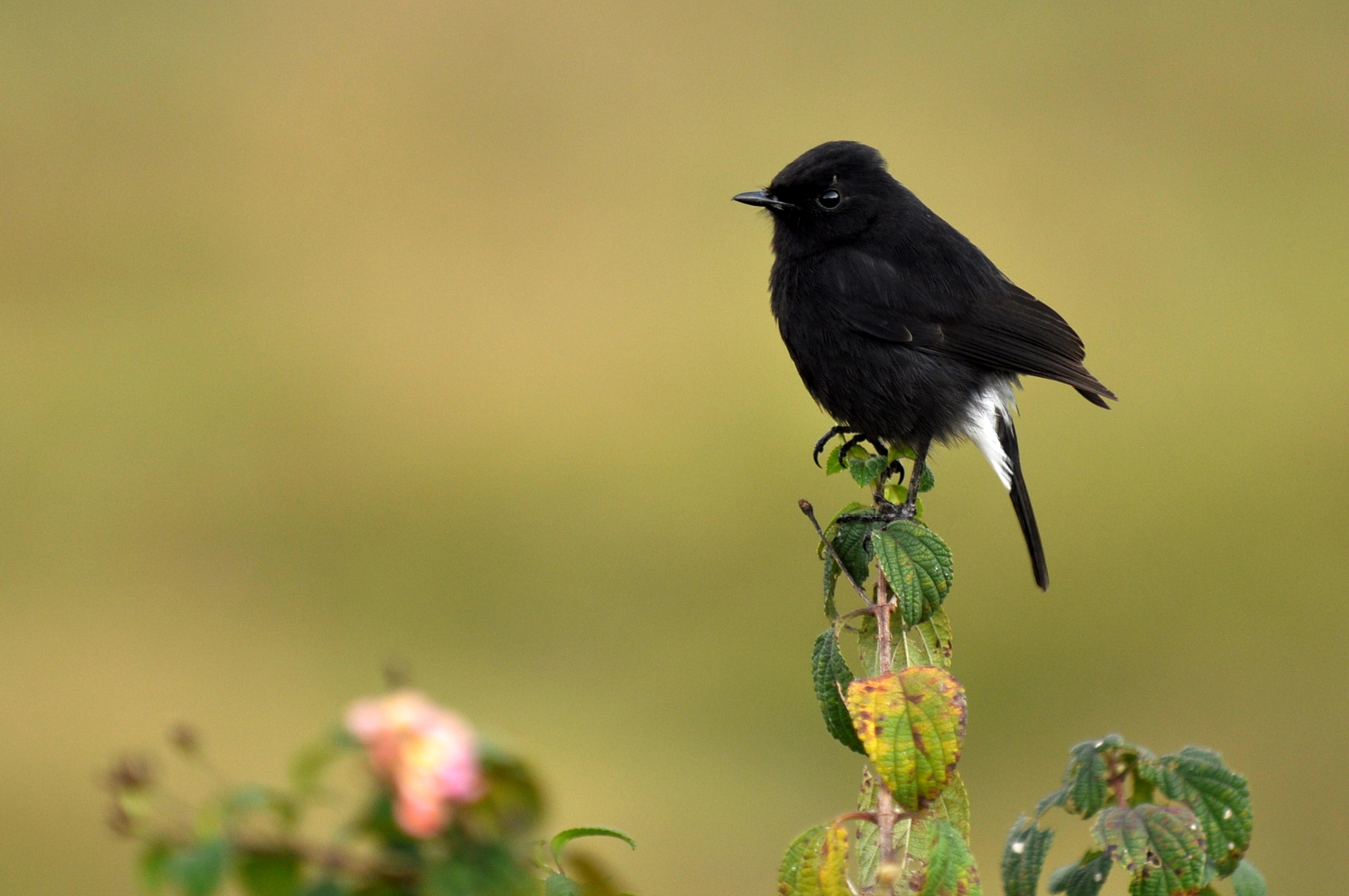
Самець чорної трав'янки

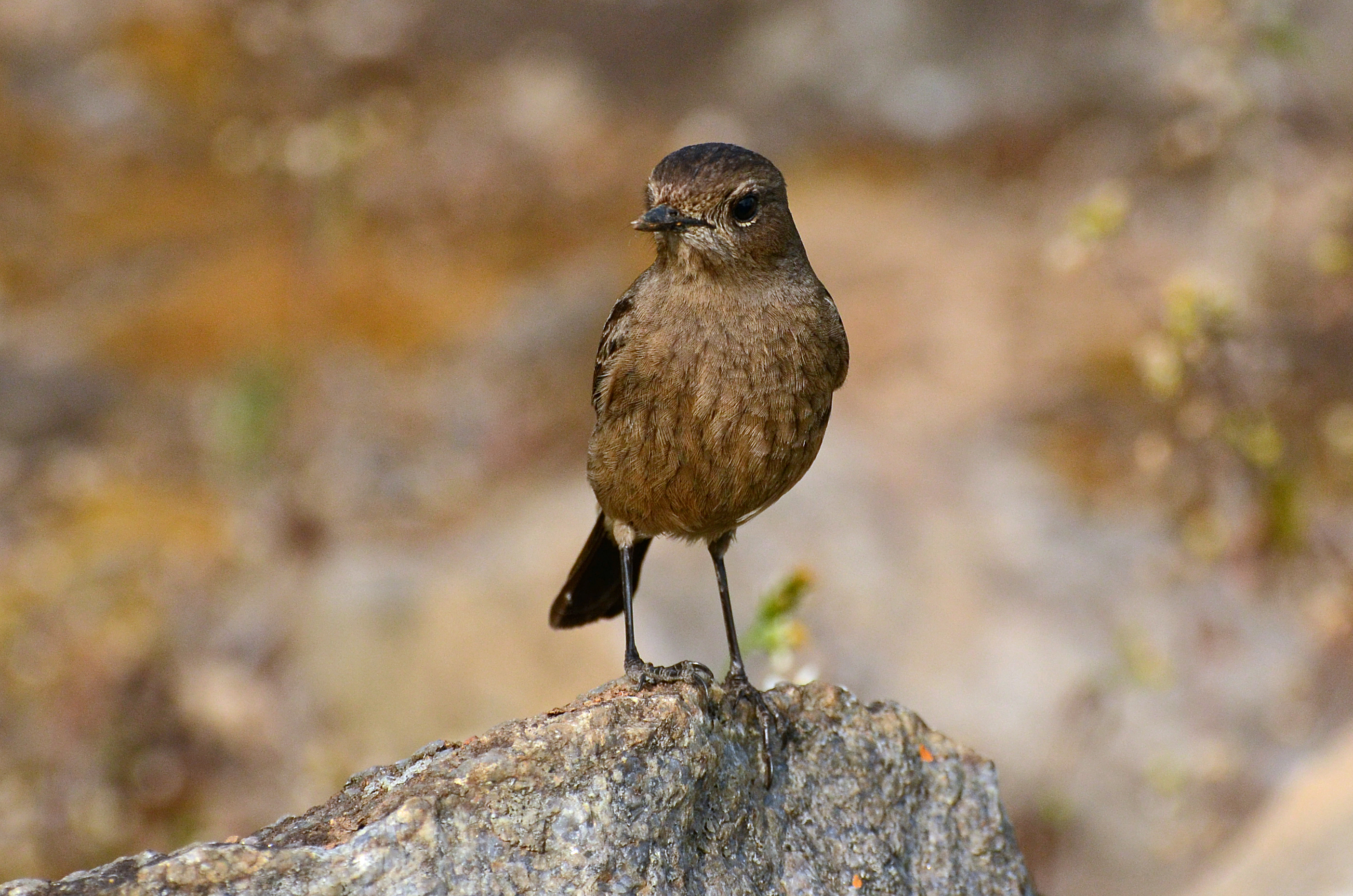
Самиця чорної трав'янки

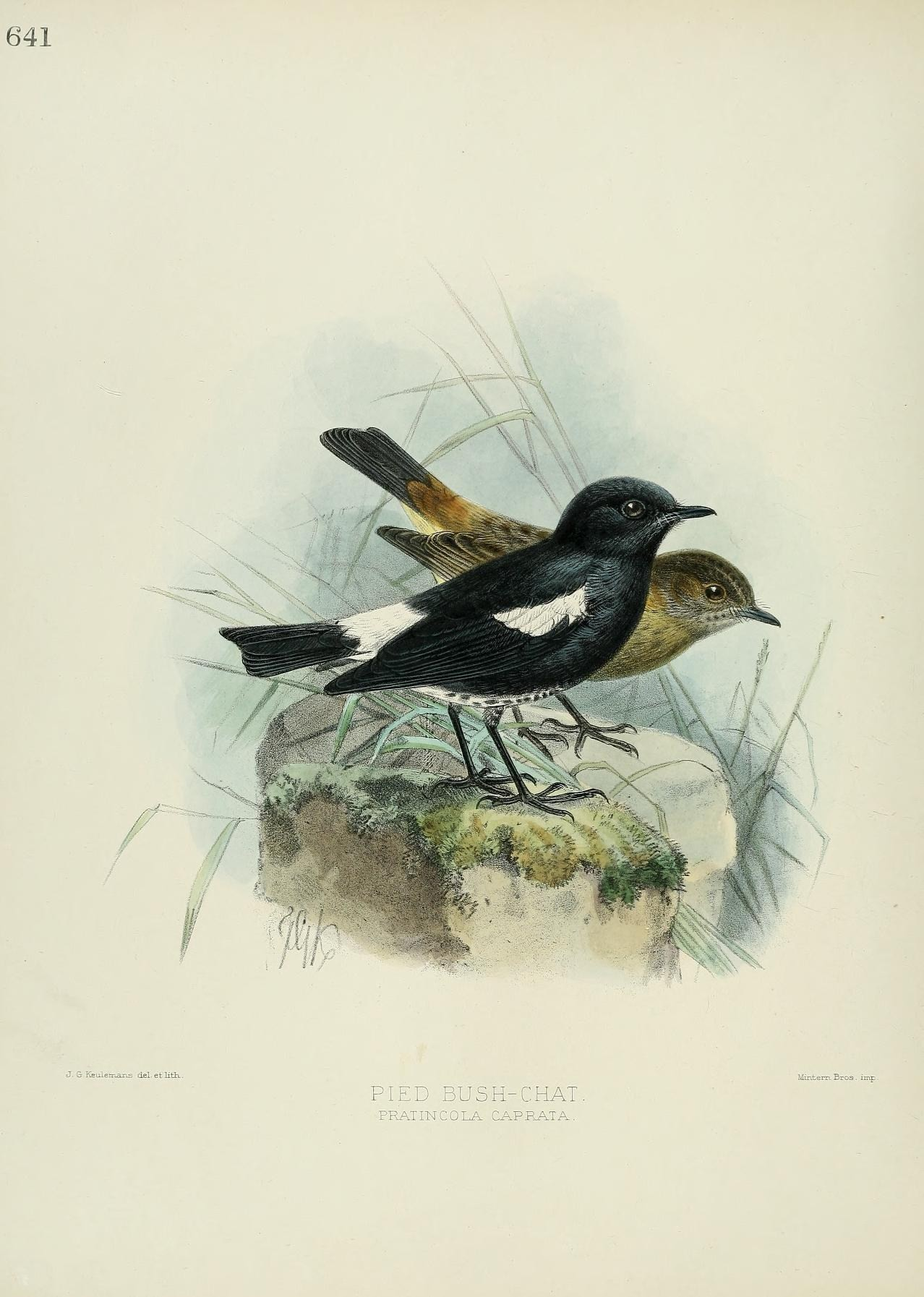
Чорні трав'янки

В 1760 році французький зоолог Матюрен Жак Бріссон включив опис чорної трав'янки до своєї книги «Ornithologie», описавши птаха за зразком, зібраним на філіппінському острові Лусон. Він використав французьку назву Le traquet de l'Isle de Luçon та латинську назву Rubetra Lucionensis. Однак, хоч Бріссон і навів латинську назву, вона не була науковою, тобто не відповідає біномінальній номенклатурі і не визнана Міжнародною комісією із зоологічної номенклатури. Коли в 1766 році шведський натураліст Карл Лінней випустив дванадцяте видання своєї «Systema Naturae», він доповнив книгу описом 240 видів, раніше описаних Бріссоном. Одним з цих видів була чорна трав'янка, для якої Лінней придумав біномінальну назву Motacilla caprata. Пізніше вид був переведений до роду Трав'янка (Saxicola), введеного німецьким натуралістом Йоганом Бехштайном у 1802 році.

### Підвиди
Виділяють шістнадцять підвидів:
- S. c. rossorum (Hartert, EJO, 1910) — від східного Ірану до півдня центрального Казахстана, Афганістана і північного Кашміра;
- S. c. bicolor Sykes, 1832[9] — від Пакистану до північної Індії і Непала;
- S. c. burmanicus Baker, ECS, 1922 — від центральної і південно-східної Індії до М'янми, південного Китая, Таїланда і Індокитая;
- S. c. nilgiriensis Whistler, 1940[10] — південно-західна Індія (гори Нілґірі);
- S. c. atratus (Blyth, 1851)[11] — острів Шрі-Ланка;
- S. c. caprata (Linnaeus, 1766) — острови Лусон, Лубанг і Міндоро (північ Філіппін);
- S. c. randi Parkes, 1960 — острови Негрос, Бохоль, Масбате, Тікао[en], Себу і Сікіхор;
- S. c. anderseni Salomonsen, 1953 — острови Мінданао, Каміґуїн-Сур, Лейте і Біліран;
- S. c. fruticola Horsfield, 1821 — острови Ява, Балі, Ломбок і Сумбава, Лембата[en] і Алор);
- S. c. pyrrhonotus (Vieillot, 1818) — острови Кісар[en], Ветар, Саву[en], Семау[en], Роте[en] і Тимор;
- S. c. francki Rensch, 1931 — острів Сумба;
- S. c. albonotatus (Stresemann, 1912) — острови Сулавесі, Селаяр[en] і Бутон;
- S. c. cognatus Mayr, 1944 — острови Бабар[en];
- S. c. aethiops (Sclater, PL, 1880) — північ Нової Гвінеї і Нова Британія;
- S. c. belensis Rand, 1940 — гори Центрального хребта Нової Гвінеї (від озер Паніай[en] до гір Судірман);
- S. c. wahgiensis Mayr & Gilliard, 1951[12] — гори Центрального хребта Нової Гвінеї та гори на півостровах Гуон і Папуа.

## Поширення і екологія
Чорні трав'янки гнідяться в Ірані, Туркменістані, Узбекистані, Казахстані, Киргизстані, Таджикистані, Афганістані, Пакистані, Індії, Китаї, Непалі, Бутані, Бангладеш, М'янмі, Таїланді, Лаосі, В'єтнамі, Камбоджі, Індонезії, Папуа Новій Гвінеї та на Філіппінах, Шрі-Ланці і Східному Тиморі. Представники підвиду S. c. rossorum взимку мігрують на південь, до Південної Азії і на Аравійський півострів. Індійські популяції також іноді здійснюють локальні переміщення. Чорні трав'янки живуть у відкритих ландшафтах, зокрема на луках. в саванах і чагарникових заростях, трапляються на полях і плантаціях та в садах, на висоті до 2400 м над рівнем моря.
Чорні трав'янки живляться комахами, зокрема вогнівками і білокрилками, яких ловлять в польоті. Гніздування у них триває з лютого по серпень з піком у березні-червні. Гніздо розміщується в заглибині в стіні або в іншиму подібному місці, встелюється травою і шерстю. В кладці від 2 до 5 блідо-сизуватих або рожевуватих яєць, поцяткованих темними плямками, розміром 17×14 мм. Інкубаційний період триває 12-13 днів, насиджують переважно самиці.
Чорні трав'янки іноді стають жертвами гніздового паразитизму звичайних зозуль. На цих птахах паразитиують нематоди Acuaria. Дорослі чорні трав'янки іноді стають здобиччю кажанів Lyroderma lyra і зимуючих болотяних сов.